# Moorlinse Buch

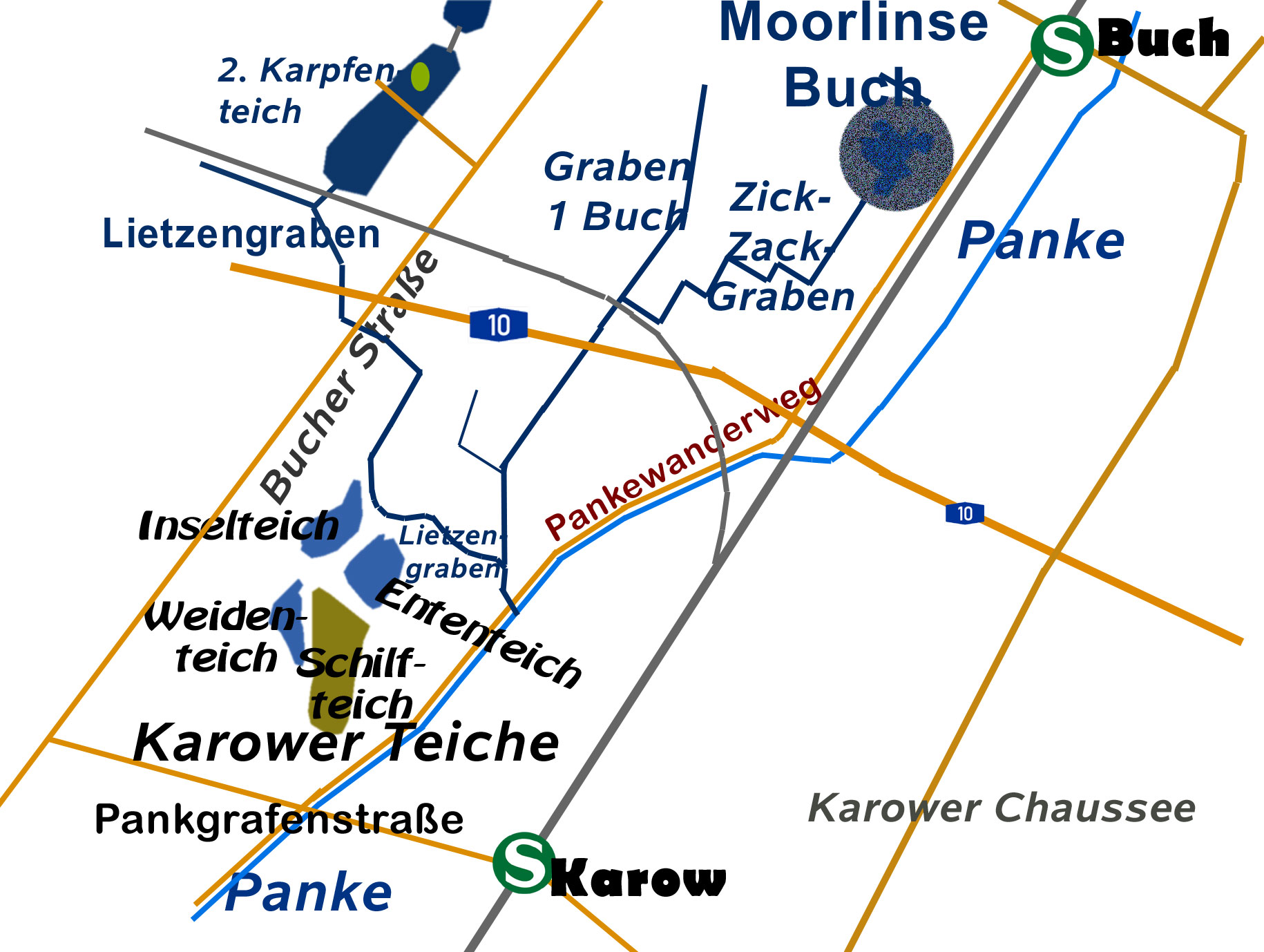
Lage der Moorlinse und der Abfluss über den Zick-Zack-Graben in Bezug zu den Karower Teichen

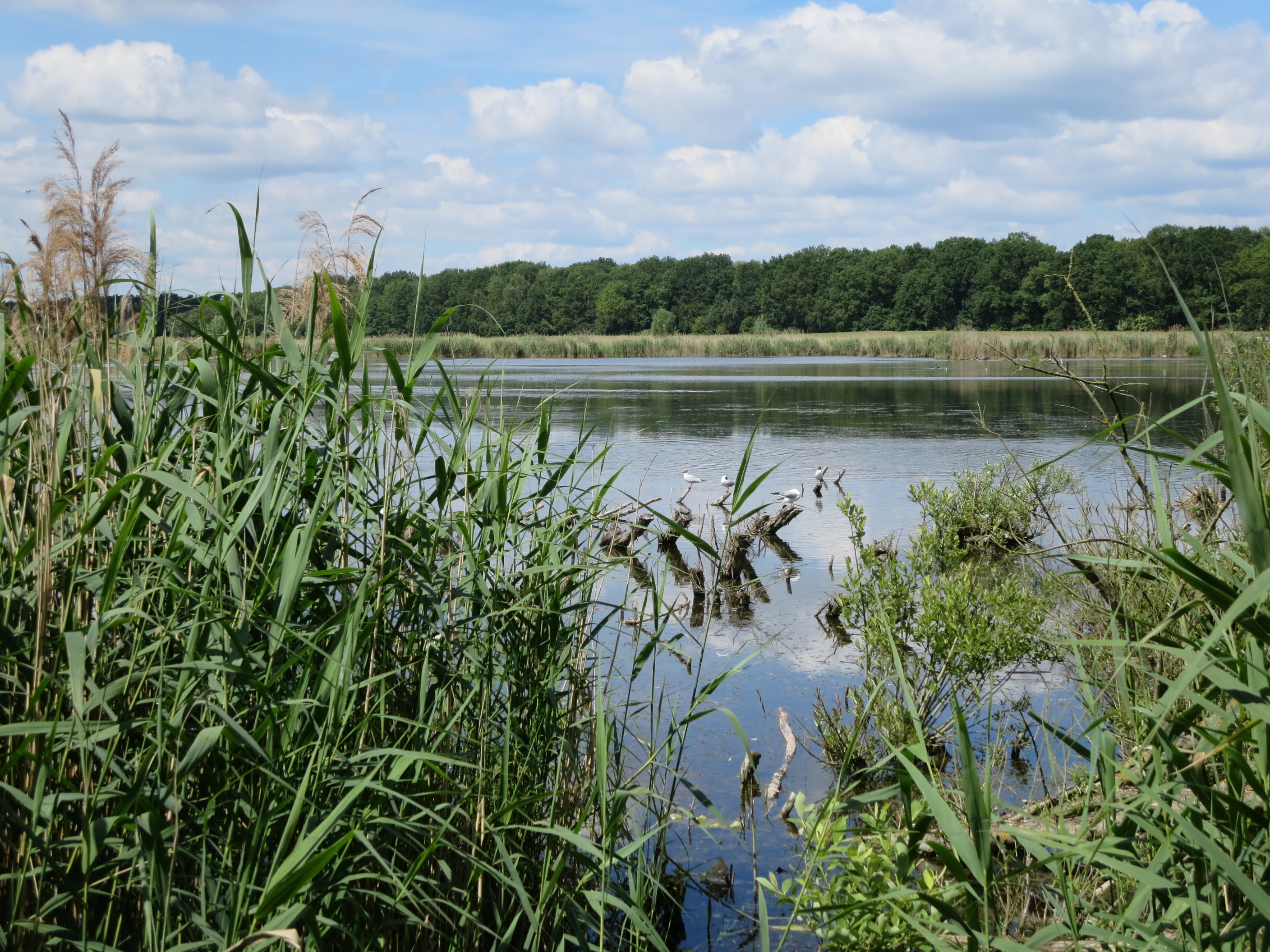
Die Moorlinse im wasserreichen Juni 2014, Blick von der Straße nach Nordwest

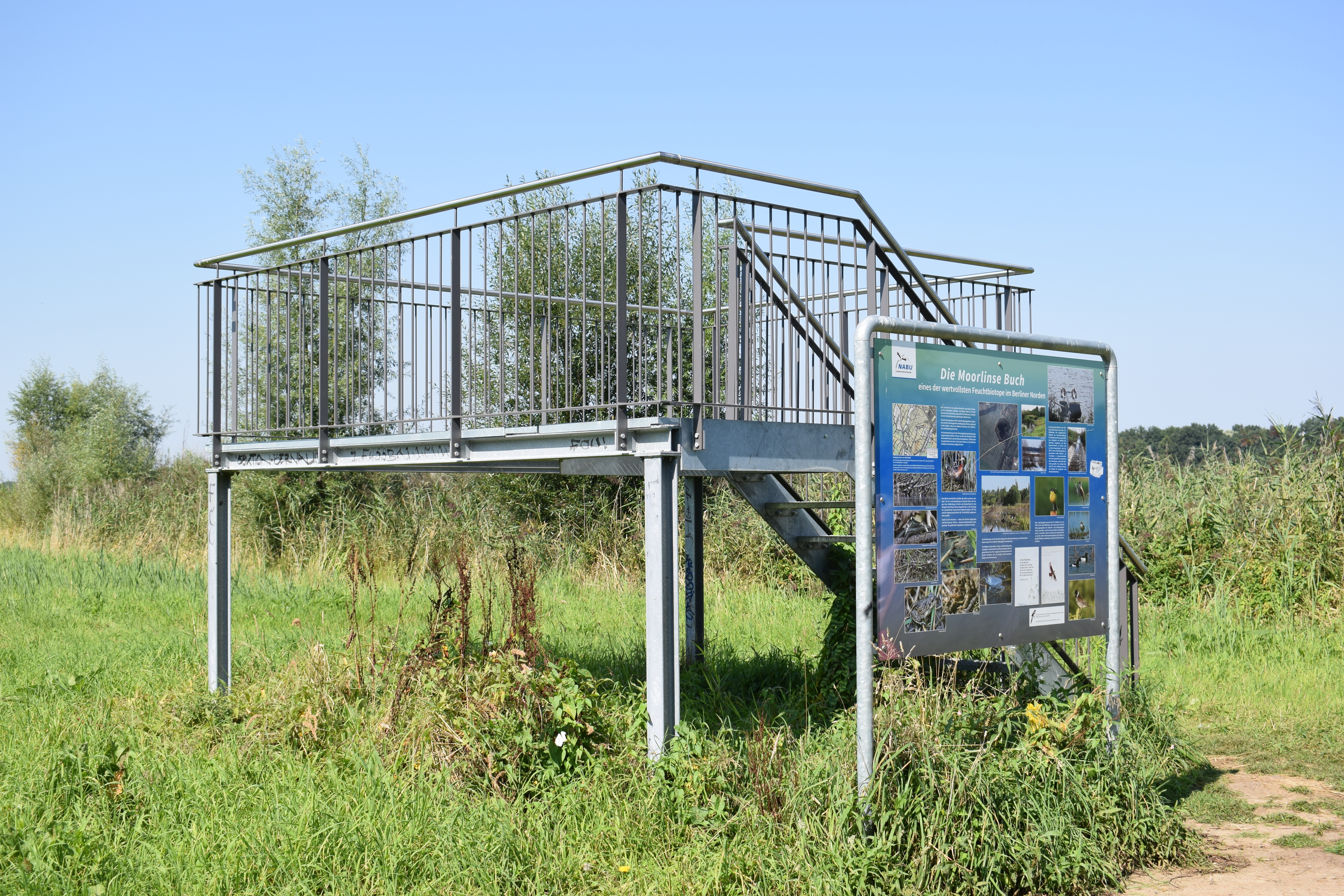
Beobachtungsplattform und Informationstafel

Die Moorlinse Buch ist ein natürliches Gewässer im Berliner Ortsteil Buch im Bezirk Pankow in der Niederung der Panke. Sie entstand in den 1990er Jahren durch das Auffüllen einer Senke mit Grund- und Schichtwasser.
Das Gebiet war laut alten Liegenschaftskarten aus dem 18. und 19. Jahrhundert ursprünglich eine Feuchtwiese. Diese war durch das Anlegen der Berliner Rieselfelder zum Ende des 19. Jahrhunderts und wegen der intensiven Landwirtschaft in der Umgebung seit den 1950er Jahren ausgetrocknet.
Als Brutgebiet fast aller ortsüblicher Wasservogelarten wurde sie ein beliebter Beobachtungsplatz für Ornithologen. Daneben haben sich auch verschiedene Amphibien angesiedelt. Die Moorlinse hat als Lebensraum gefährdeter Tierarten eine ähnliche Bedeutung wie das nahe gelegene Landschaftsschutzgebiet der Karower Teiche, der Bogensee und die Karpfenteiche in Buch. Die stark gefährdete Art der Großen Feuerfalter hat hier ein Rückzugsgebiet gefunden.
Mit Fördermitteln aus dem Umweltentlastungsprogramm wurde am Südufer der Moorlinse eine Beobachtungsplattform errichtet und am 16. November 2015 eingeweiht. Der Naturschutzbund Deutschland (NABU) stellte eine Informationstafel auf.

## Zick-Zack-Graben

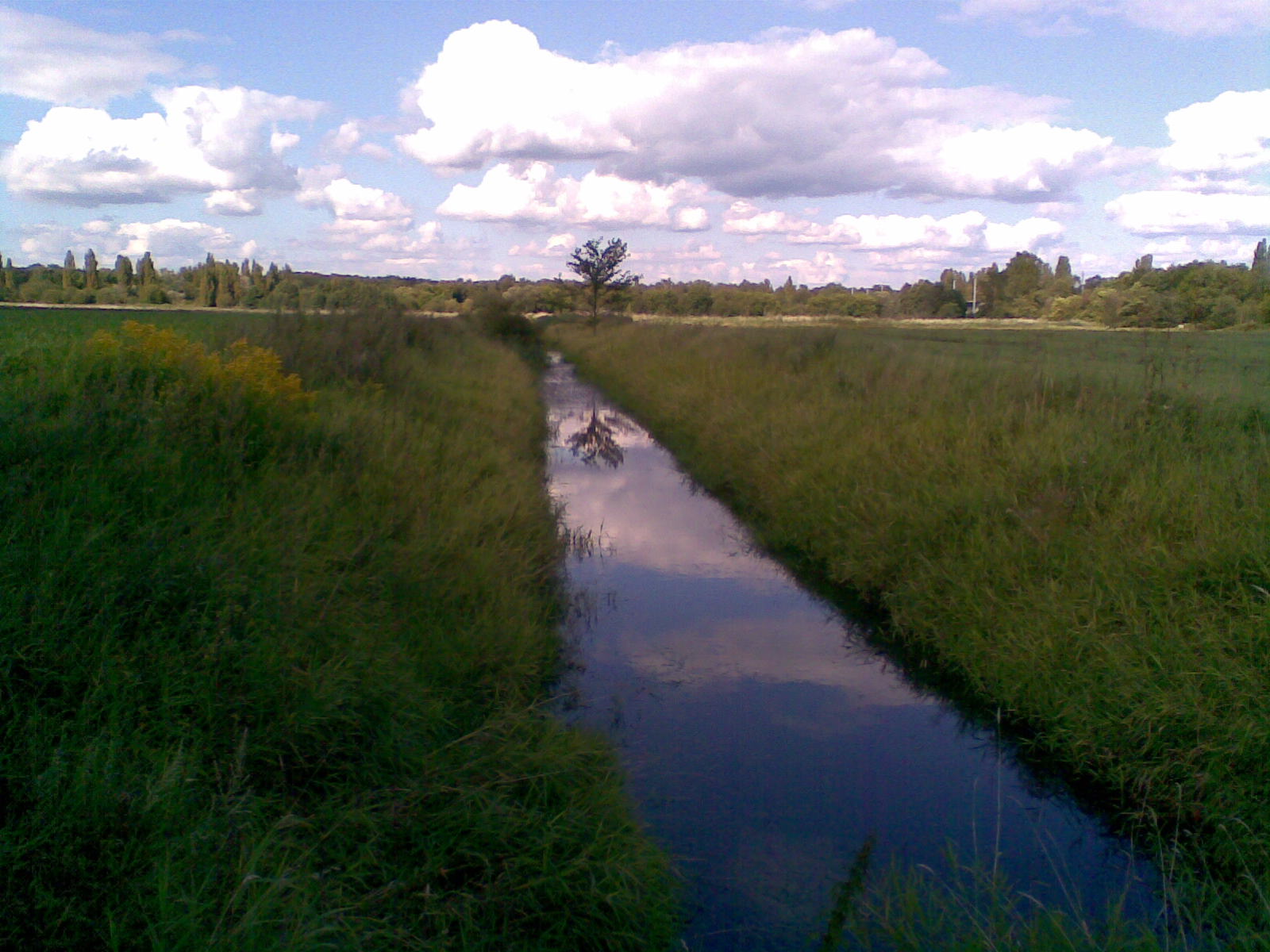
Der Zick-Zack-Graben an seinem ersten Knick, Blickrichtung zur Moorlinse

Die Moorlinse wird durch den Zick-Zack-Graben nach der Schneeschmelze oder starken Regenfällen soweit entwässert, dass die daneben liegende Straße nicht mehr überflutet wird. 2009 wurde am Grabenbeginn eine Sohlschwelle fertiggestellt, so dass es andererseits nicht mehr zur kompletten Entwässerung der Moorlinse kommen kann. Der Graben selbst als Teil der vormaligen Rieselfeldentwässerung verläuft von der Moorlinse zunächst nach Südwest ab und nach seinem namensgebenden Zick-Zack-Lauf mündet er in den „Graben 1 Buch“, der seinerseits in den Lietzengraben mündet.